# Pleurothallis dasypetala
Pleurothallis dasypetala är en orkidéart som beskrevs av Carlyle August Luer och Alexander Charles Hirtz. Pleurothallis dasypetala ingår i släktet Pleurothallis och familjen orkidéer. Inga underarter finns listade i Catalogue of Life.